# 三宮位知子
三宮 位知子（さんのみや いちこ、1975年1月23日 - ）は、日本の元グラビアアイドル。本名同じ。
かつて「メセナ」→ アクターズエージェンシーに所属していた。

## 来歴・人物
東京都出身。血液型はB型。公表していたサイズは身長166cm、B93cm、W59cm、H88cm。
趣味はアウトドアスポーツ、ライブ観賞、ドライブ特技はバレーボール、ハードル、水泳。
14歳の時にモデル活動を開始、から集英社『Seventeen』専属モデルなど雑誌やCMのモデルをしていたが、17歳の時にモデル活動を辞め、その後1995年、20歳の時に芸能界に復帰。グラビアの世界で活躍し、その後女優へと転身した。

## 出演

### テレビ
- おしゃれカンケイ（日本テレビ)[3]

### テレビドラマ
- しんドラ『ようこそ夢クラ』（日本テレビ）- 1996年2月6日 - 2月27日[5][9]

### Vシネマ
- ワニ分署 Rebirth （1996年8月、マクザム）[7]
- 当選 （1997年）[10]
- ミニスカ特捜隊L.E.G.S（1998年　大映、日本コロムビア）[10]

### CM
- ロッテ イチゴフレッシュ[5][6]
- 不二家ネクター[5][6]
- クレアラシル[6]

## 出版、ビデオ
写真集
- 『三宮位知子写真集』 近代映画社 1997年
- 『Ichiko_三宮位知子写真集』 コンパス　1997年

### 雑誌
- デラべっぴん No.127（1996年6月号、英知出版）表紙

ビデオ
- 『93cmのときめき』　芳友メディアプロデュース　1996年
- 『アイドル黄金伝説』(DVD)